# Pseudaphronella
Pseudaphronella is een geslacht van halfvleugeligen uit de familie Aphrophoridae. De wetenschappelijke naam van dit geslacht is voor het eerst geldig gepubliceerd in 1966 door Evans.

## Soorten
Het geslacht Pseudaphronella  is monotypisch en omvat slechts de volgende soort:
- Pseudaphronella jactator (White, 1879)